# III. izborna jedinica za izbor zastupnika u Hrvatski sabor
III. izborna jedinica za izbor zastupnika Hrvatski sabor izborna je jedinica u Republici Hrvatskoj.
Obuhvaća:
- Cijela Međimurska županija
- Cijela Krapinsko-zagorska županija
- Cijela Varaždinska županija
- Sjeverozapadni dio Zagrebačke županije:
  - općine Bistra, Dubravica, Jakovlje, Luka, Marija Gorica i Pušća

## Od 1999. do 2022.
Od 1999. do  2022., obuhvaćala je Krapinsko-zagorsku županiju, Varaždinsku županiju i Međimursku županiju i to:
- područje Krapinsko-zagorske županije u cijelosti,
- područje Varaždinske županije u cijelosti,
- područje Međimurske županije u cijelosti.

Bila je definirana Zakonom o izbornim jedinicama za izbor zastupnika u Zastupnički dom Hrvatskoga državnog sabora od 29. listopada 1999. godine, člankom 11. Odluku o proglašenju donio je predsjednik Republike Hrvatske dr Franjo Tuđman 3. studenoga 1999. godine. Potpisnik zakona koji je donio Zastupnički dom Hrvatskoga državnog sabora je predsjednik Zastupničkog doma Vlatko Pavletić.